# Soyouz TM-18

## Équipage
Décollage :
- Viktor Afanasyev (2)
- Yury Usachev (2)
- Valeri Polyakov (2)

Atterrissage :
- Viktor Afanasyev (2)
- Yury Usachev (2)

## Points importants
18e expédition vers Mir.